# Nerf interosseux antébrachial postérieur
Cet article possède un paronyme, voir Nerf interosseux postérieur.
Le nerf interosseux antébrachial postérieur (ou nerf interosseux postérieur de l'avant-bras)  est un nerf sensitif de l'avant-bras.

## Origine
Le nerf interosseux antébrachial postérieur est le prolongement du rameau profond du nerf radial après qu'il a donné ses branches motrices aux muscles de la loge antébrachiale postérieure. Sa taille est considérablement diminuée par rapport au rameau profond.

## Trajet
Le nerf interosseux antébrachial postérieur descend en arrière de la membrane interosseuse de l'avant-bras, puis passe dans la gaine ostéo-fibreuse du muscle extenseur des doigts et se termine dans la face dorsale du poignet.
Le nerf interosseux postérieur fournit la proprioception à la capsule articulaire de l'articulation radio-ulnaire distale, mais pas la sensation de douleur.